# Bing Bang (Time to Dance)
Bing Bang (Time to Dance) (pol. Bing Bang (Czas na taniec)) – singlowa wersja piosenki Bing Bang z serialu Leniuchowo. Singel wydano w Wielkiej Brytanii 27 listopada 2006.

## Lista utworów
1. Bing Bang (Time to Dance!)
2. Bing Bang (wersja świąteczna)
3. LazyTown Megamix
4. Ach te święta!
5. Bing Bang (Time to Dance!) video

## Wersje piosenkiBing Bang
Trwająca niecałą minutę oryginalna, serialowa wersja piosenki Bing Bang, zawiera również inne wersje:
- drugą, gdzie zamiast „takie słowa śpiewam kiedy tańczę” i „choć te słowa dziś nie znaczą nic” Stephanie śpiewa, że takie słowa śpiewa po obudzeniu się i zanim idzie spać; nie pokazano jej w żadnym odcinku, ale jest zawarta w singlowej wersji;
- wydłużoną o parę nowych linijek, które w polskiej wersji zostały jednak powtórzeniem refrenu; pochodzi z odcinków Wystopowany i Nowy superbohater Leniuchowa;
- latynoski remix Adama Marano; pochodzi z amerykańskiej wersji płyty LazyTown – The Album;
- okoliczne wersje:
  - bożonarodzeniowa; z odcinka Święty Mikołaj z Leniuchowa,
  - rockowa; z odcinka Rock'n'rollowiec Robbie,
  - cyrkowa; z odcinka Cyrk z Leniuchowa.